# Ondřej Vrzal
Ondřej Vrzal (1º marzo 1987) è un calciatore ceco, difensore del Dukla Praga.
È un terzino sinistro.